# Coupe Webb Ellis
La Coupe William Webb Ellis, appelé aussi Trophée Webb Ellis, est la récompense décernée à l'équipe vainqueur de la Coupe du monde de rugby à XV. Le trophée est baptisé du nom de William Webb Ellis, qui serait selon la légende l'inventeur du rugby. Il est remis au vainqueur du tournoi depuis sa première édition en 1987.

## Description
Le trophée, qui mesure 38 centimètres de hauteur, est en argent, plaqué d'or, et doté de deux poignées. Sur l'une des poignées se trouve la tête d'un satyre, sur l'autre la tête d'une nymphe. Enfin sur l’avant de la coupe sont gravés les mots International Rugby Football Board suivi de The Webb Ellis Cup.

## Histoire

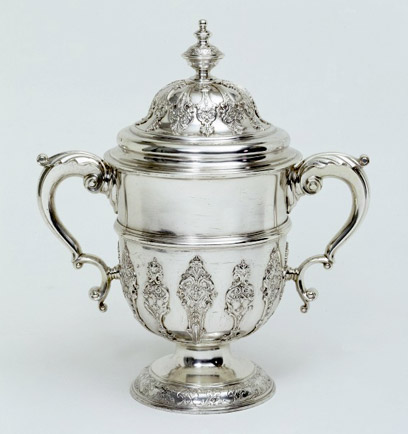
La coupe et la couverture par Paul de Lamerie, source d’inspiration du trophée Webb Ellis.

En vue de la première Coupe du monde en 1987, la Fédération internationale de rugby, l'IRB, confie la fabrication du trophée à l’orfèvre londonien Garrard's, fournisseur officiel de la royauté anglaise depuis 1843 et auteur de la coupe récompensant le vainqueur de la Coupe de l'America. La coupe est fabriquée d’après le modèle d'un trophée de 1906 créé par Carrington and Co à Londres d’après un modèle du milieu du XVIIIe siècle, dessiné par Paul de Lamerie, un fils de huguenots français qui avaient fui la France et étaient venus s’installer à Londres.

## Capitaines ayant soulevé le Trophée

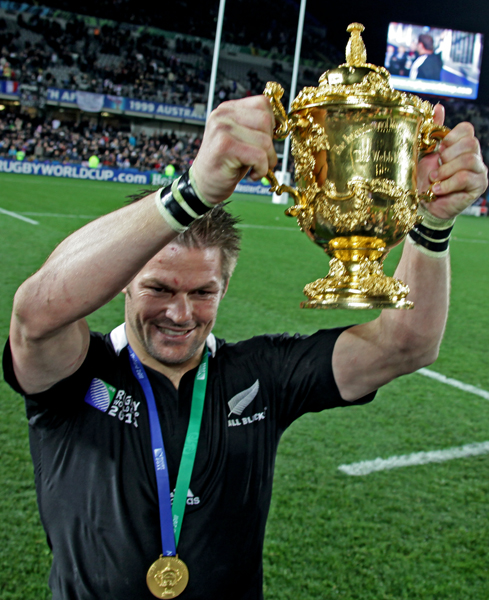
Richie McCaw est avec Siya Kolisi le seul capitaine à avoir soulevé la coupe à deux reprises.

Voici la liste des capitaines ayant soulevé le trophée lors des différentes finales de Coupe du monde :
- Coupe du monde 1987 : David Kirk
- Coupe du monde 1991 : Nick Farr-Jones
- Coupe du monde 1995 : Francois Pienaar
- Coupe du monde 1999 : John Eales
- Coupe du monde 2003 : Martin Johnson
- Coupe du monde 2007 : John Smit
- Coupe du monde 2011 : Richie McCaw
- Coupe du monde 2015 : Richie McCaw
- Coupe du monde 2019 : Siya Kolisi
- Coupe du monde 2023 : Siya Kolisi

## Divers
- Le trophée fut surnommé « Bill », le diminutif de William, le prénom de Webb Ellis, par Anthony Herbert, le centre australien après la victoire de son équipe en 1991. En 1999, le surnom fut remis au goût du jour pendant la préparation de la Coupe du Monde au pays de Galles, dans le slogan de la campagne des Wallabies “Bring Back Bill” (« Ramenez nous Bill ! »). Ce fut un succès puisque l’Australie s’imposa en finale contre la France.
- L'Angleterre est la seule nation de l'hémisphère nord à avoir remporté ce trophée. L’Afrique du Sud et la Nouvelle-Zélande sont les seules nations à l'avoir remporté respectivement quatre fois et trois fois.
- Après la victoire anglaise en 2003, le trophée fut conservé au musée du rugby (Museum of Rugby) de Londres.
- Richie McCaw et Siya Kolisi sont les seuls capitaines à avoir soulevé le trophée deux fois.